# 紅樓花
紅樓花（学名：Odontonema strictum）为爵床科紅樓花屬下的一个种。